# 유럽 종교전쟁

30년 전쟁의 결정적 전투 중 하나였던 백산 전투(1620년)

유럽 종교전쟁(European wars of religion)은 16세기에서 17세기에 걸쳐 서유럽, 중앙유럽, 북유럽을 휩쓴 일련의 종교전쟁이다.
유럽 종교전쟁은 종교개혁(1517)으로 촉발되었으며, 개신교로 개종한 기사들의 난을 천주교의 수호자인 신성로마황제가 진압한 소규모 분쟁인 기사 전쟁(1522년)이 최초의 유럽 종교전쟁이라 할 수 있다. 이후 천주교회 측에서 개신교 종교개혁에 대항하기 위한 반종교개혁을 시작(1545년)한 이후, 여러 차례의 크고작은 전쟁이 일어나다가 초대형 국제전인 30년 전쟁(1618년-1648년)으로서 유럽 종교전쟁은 절정에 달했다. 보통 유럽 종교전쟁은 베스트팔렌 조약(1648년)에서 신성로마제국의 보편 기독교(천주교)제국 전통이 붕괴하고 천주교, 루터교, 칼뱅교가 모두 따로 놀게 되면서, 즉 종교의 자유 개념이 탄생하면서 종결되었다고 말해진다. 유럽의 왕후장상들은 1648년까지 130년간 계속된 피로 피를 씻는 종교분쟁에 신물이 났지만, 그래도 종교의 영향력은 완전히 사라지지 않아 베스트팔렌 이후로도 종교가 구실로 사용된 전쟁들이 여러 차례 일어났다. 사보이아 발도파 전쟁(1655년-1690년), 삼왕국 전쟁(1639년-1651년), 9년 전쟁(1688년–1697년), 스페인 계승권전쟁(1701년–1714년) 등이 베스트팔렌 조약 이후 일어난 종교전쟁으로 거론될 수 있으며, 이에 따르자면 유럽 종교전쟁은 1710년대에야 비로소 종결된 것이라고 할 수 있다.
유럽 종교전쟁기는 종교개혁과 반종교개혁이라는 종교적 변화에 강력한 영향을 받았고, 또 종교로 인해 촉발된 많은 분쟁과 경쟁으로 가득한 시대였다. 하지만 각 전쟁들에 참여한 교전단체들은 칼로 자르듯 종교로 철저히 구분되지 않았고, 종교가 유일한 참전 이유도 아니었다. 대부분의 경우 종교는 전쟁을 시작할 구실에 불과했다. 천주교 추기경인 드 리슐리외 추기공작이 30년 전쟁 막바지에 개신교의 편을 들어 참전한 것이 그런 측면을 대표적으로 예증한다.

## 같이 보기
- 보름스 협약
- 잉글랜드의 종교 개혁
- 북방십자군
- 디아메이드 맥클로흐